# 폴 비릴리오

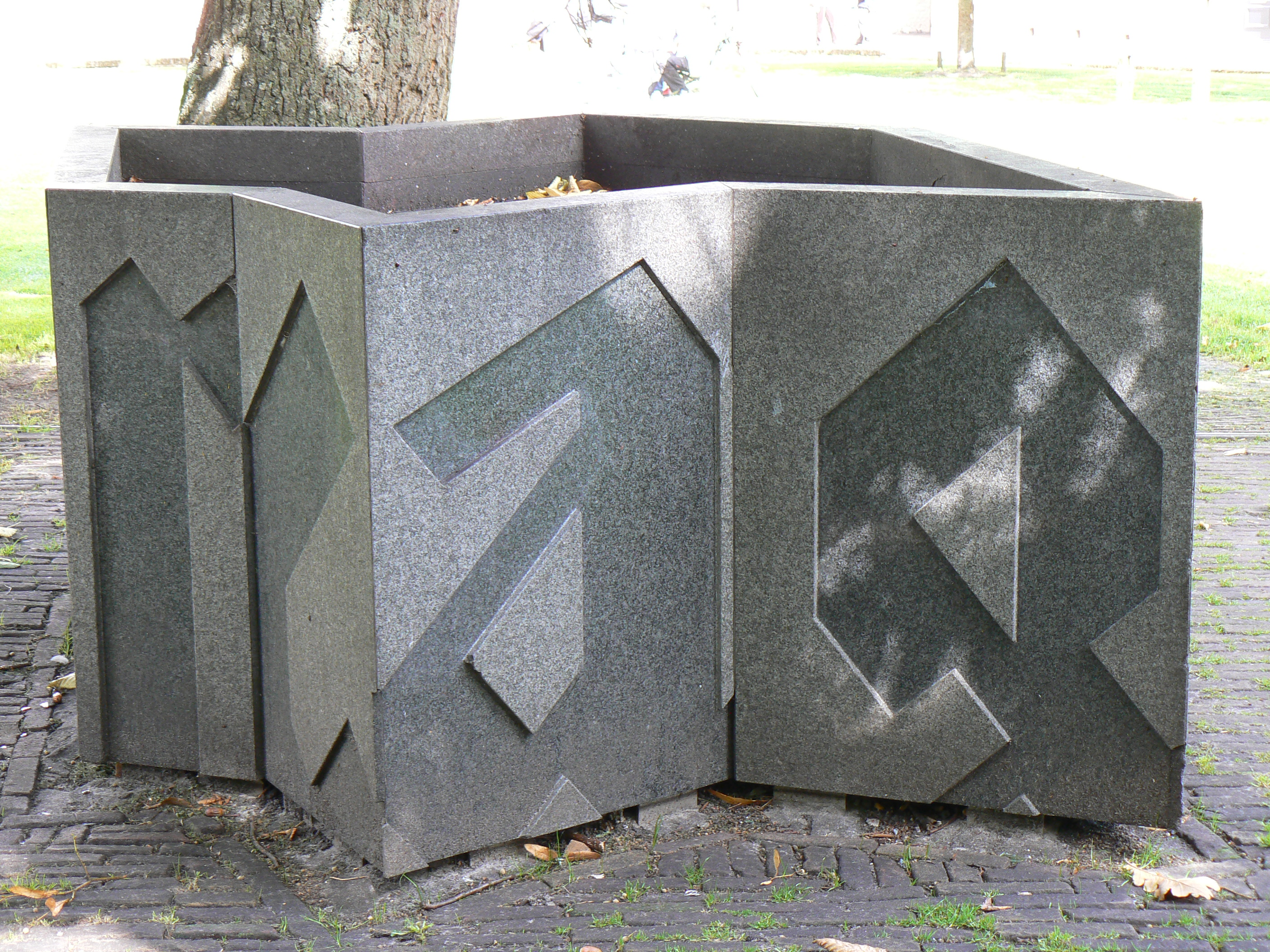

폴 비릴리오(Paul Virilio, 1932년 1월 4일 ~ 2018년 9월 10일)는 프랑스의 문화이론가, 도시연구자, 건축가이자 미학자이다. 건축과 미술, 도시와 군사 분야의 여러 관찰을 통해 기술 발전이 속도와 힘과의 연관 속에서 이루어졌다는 관점으로 널리 알려져있으며, "질주학"(dromology, 드로몰로지) 등의 여러 신조어를 창안하였다.